# Каміо Йоне
Каміо Йоне (нар. 22 листопада 1971) — колишня японська тенісистка.
Найвищу одиночну позицію світового рейтингу — 24 місце досягла 16 жовтня 1995, парну — 65 місце — 29 серпня 1994 року.
Здобула 1 одиночний титул туру ITF.
Найвищим досягненням на турнірах Великого шолома було 3 коло в одиночному розряді.
Завершила кар'єру 1996 року.

## Фінали турнірів WTA

### Парний розряд (0–2)
| Результат | W/L | Дата     | Турнір             | Покриття  | Партнерка       | Суперниці                | Рахунок  |
| --------- | --- | -------- | ------------------ | --------- | --------------- | ------------------------ | -------- |
| Поразка   | 0–1 | Кві 1991 | Japan Open, Японія | Тверде    | Кідзімута Акіко | Емі Фрейзер Кідовакі Мая | 2–6, 4–6 |
| Поразка   | 0–2 | Жов 1993 | Саппоро, Японія    | Килим (i) | Наоко Кадзімута | Яюк Басукі Нана Міяґі    | 4–6, 2–6 |

## Фінали ITF

### Одиночний розряд (1–3)
| Результат | Ранг | Дата              | Турнір                 | Покриття | Суперниця   | Рахунок       |
| --------- | ---- | ----------------- | ---------------------- | -------- | ----------- | ------------- |
| Поразка   | 1.   | 12 листопада 1989 | Мацуяма, Японія        | Тверде   | Ендо Мана   | 2-6, 4-6      |
| Поразка   | 2.   | 30 вересня 1990   | Куросіо (Коті), Японія | Тверде   | Ендо Мана   | 2-6, 1-6      |
| Поразка   | 3.   | 28 жовтня 1990    | Нагасакі, Японія       | Тверде   | Ендо Мана   | 6-0, 3-6, 2-6 |
| Перемога  | 4.   | 2 листопада 1992  | Матіда (Токіо), Японія | Трава    | Тесса Прайс | 4-6, 7-6, 6-2 |

### Парний розряд (0–3)
| Результат | Ранг | Дата             | Турнір                     | Покриття | Партнерка       | Суперниці                              | Рахунок       |
| --------- | ---- | ---------------- | -------------------------- | -------- | --------------- | -------------------------------------- | ------------- |
| Поразка   | 1.   | 16 червня 1991   | Мантуя, Італія             | Ґрунт    | Наґано Хіромі   | Вірхінія Руано Паскуаль Маріон Маруска | 6–3, 4–6, 3–6 |
| Поразка   | 2.   | 4 листопада 1991 | Тіба, Японія               | Тверде   | Хіросе Аяко     | Лупіта Новело Крістін Кунс             | 4–6, 7–5, 4–6 |
| Поразка   | 3.   | 30 жовтня 1994   | Таракан (місто), Індонезія | Тверде   | Наоко Кадзімута | Кетрін Берклей Керрі-Енн Г'юз          | 2-6, 3-6      |